# Conus ateralbus
Espèce
Statut de conservation UICN

 EN B1ab(iii,iv)+2ab(iii,iv) : En danger
Conus ateralbus est une espèce de mollusques gastéropodes marins de la famille des Conidae.
Comme toutes les espèces du genre Conus, ces escargots sont prédateurs et venimeux. Ils sont capables de « piquer » les humains et doivent donc être manipulés avec précaution, voire pas du tout.

## Description
La taille d'une coquille adulte varie entre 29 mm et 48 mm.

## Distribution
Cette espèce marine est présente dans l'océan Atlantique, où elle est restreinte à la côte de l'île de Sal, Cap-Vert. 

### Niveau de risque d’extinction de l’espèce
Selon l'analyse de l'UICN réalisée en 2011 pour la définition du niveau de risque d'extinction, cette espèce est évaluée comme étant en danger B1ab(iii,iv)+2ab(iii,iv), car elle est endémique à deux bandes de côte sur la partie sud de l'île de Sal, Cap-Vert, y compris Baía da Mordeira, une côte d'une longueur projetée de 30 km. L'île de Sal où cette espèce vit fait maintenant l'objet d'un développement majeur, y compris un développement de 5 milliards d'euros sur 425 hectares à Mordeira Bay, comprenant 5 000 unités résidentielles, des hôtels 5 étoiles, deux terrains de golf et une marina (http://www.capeverdedevelopment.com). Ce développement coïncide avec l'emplacement de l'espèce et doit être considéré comme la principale menace pour les populations, en particulier dans la localité type. Aucune mesure de conservation connue n'est actuellement en place pour cette espèce. Les plans de développement à long terme devraient intégrer des mesures de conservation pour protéger la localité type de cette espèce, car la perturbation des habitats peut avoir un impact sur l'espèce.

## Taxonomie

### Publication originale
L'espèce Conus ateralbus a été décrite pour la première fois en 1850 par le zoologiste français Louis Charles Kiener (1799-1881) dans la publication intitulée « Spécies général et iconographie des coquilles vivantes Vol 2 »,.

### Synonymes
- Conus (Kalloconus) ateralbus Kiener, 1850 · appellation alternative
- Kalloconus ateralbus (Kiener, 1850) · non accepté
- Trovaoconus ateralbus (Kiener, 1850) · non accepté

## Identifiants taxonomiques
Chaque taxon catalogué par les bases de données biologiques et taxonomiques possède un identifiant qui permet d'établir un point de référence. Les identifiants de Conus ateralbus dans les principales bases sont les suivants :
BOLD : 152150 - CoL : XWXP - GBIF : 5728251 - iNaturalist : 150312 - IRMNG : 10830084 - TAXREF : 153737 - UICN : 192744 - 